# Megosmidus tuberculatus
Megosmidus tuberculatus là một loài bọ cánh cứng trong họ Cerambycidae.